# Nepenthes sharifah-hapsahii
Nepenthes sharifah-hapsahii este o specie de plante carnivore din genul Nepenthes, familia Nepenthaceae, ordinul Caryophyllales, descrisă de J.H. Adam și Hafiza. Conform Catalogue of Life specia Nepenthes sharifah-hapsahii nu are subspecii cunoscute.